# 中坝大桥
中坝大桥，全称“宜宾中坝金沙江大桥”，是位于中国四川省宜宾市翠屏区的一座公路桥梁，跨越金沙江干流，下游距岷江口约2公里，是宜宾市总体规划中三条城市快速道路中的一座特大型桥梁。大桥全长965米，由四川路桥建设集团控股，并与宜宾市国有资产经营有限公司共同投资2.1亿元人民币兴建，于2000年12月26日开工建设，2003年12月10日正式建成通车，是金沙江上第一座大型单塔斜拉桥。

## 设计
桥梁总长965.02米，其中主桥长434.5米；引桥全长530.52米（北引桥长377.76米，南引桥长152.76米），为跨径25米的简支空心板，桩柱结构。
主桥为预应力混凝土单塔斜拉桥，主跨252米，边跨175米，塔墩固结，采用飘浮体系，在塔梁交界处主梁水平限位装置，限制主梁在纵横两个方向的位移。斜拉索共41对163根，采用扇形索面，索面间距25米，主跨及边跨标准索距6米，边跨密索区索距3米。边跨设两个辅助墩。桥面设有竖曲线，竖曲线半径为10,000米，变坡点在塔梁交界处，坡度分别为+2.4%和-1.0%，桥面横坡1.5%。
主塔基础为嵌岩群桩基础，采用3排共15根直径2.8米的钻孔灌注桩，桩长24~26米。承台采用30号混凝土，高6.5米，长30.5米，宽16.5米。索塔采用50号混凝土，采用“H”形设计，塔柱设上下横梁将索塔分为上、中、下塔柱，横梁采用箱形截面，壁厚1米，上横梁截面高5米，下横梁截面高6米；桥面以上高度为117.45米，桥塔总高度为154.11米。
中坝大桥先后获得四川省科技进步二等奖、四川省优秀设计二等奖、“天府杯”金奖、“国家优质工程”银质奖。

### 主要技术指标
- 设计行车速度：60公里/小时；
- 设计荷载：公路Ⅰ级；
- 荷载标准：汽车－超20、挂车－120、人群－3.5千牛/平方米；
- 桥面宽度：全宽30米（3.0+3×3.75+1.5+3×3.75+3.0）
- 设计洪水频率：1/300；
- 设计风速：28.6米/秒；
- 通航等级：Ⅲ级；
- 抗震烈度：Ⅶ度。[5][6]